# Brandon Guyer
Pour les articles homonymes, voir Guyer.
Brandon Eric Guyer (né le 28 janvier 1986 à West Chester, Pennsylvanie, États-Unis) est un ancien voltigeur des Ligues majeures de baseball.

## Carrière

### Rays de Tampa Bay

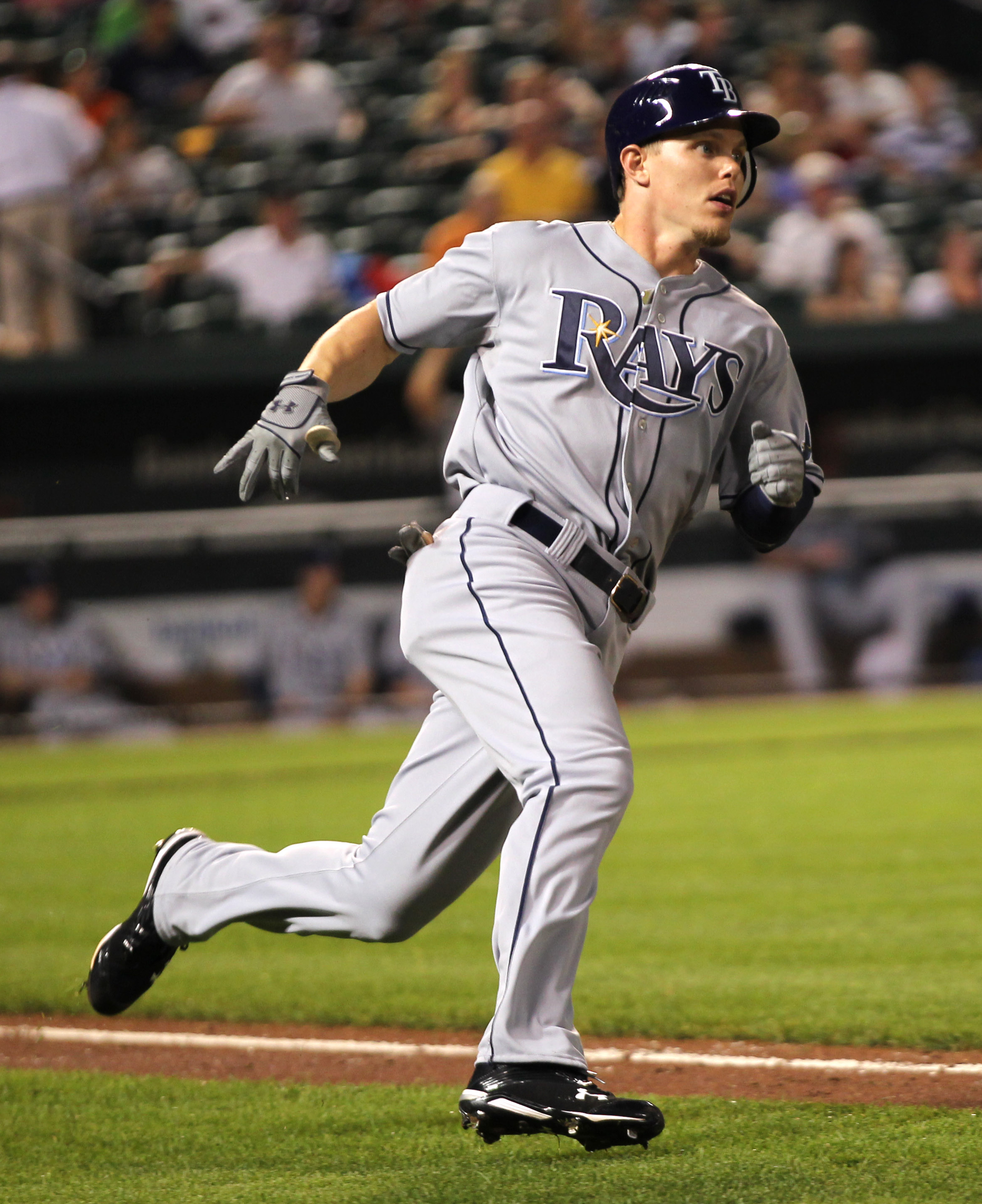
Brandon Guyer en septembre 2011 avec les Rays de Tampa Bay.

Joueur à l'Université de Virginie à Charlottesville, Brandon Guyer est repêché en cinquième ronde par les Cubs de Chicago en 2007. Il amorce la même année sa carrière en ligues mineures dans l'organisation des Cubs.
Le 8 janvier 2011, il fait partie des cinq joueurs échangés aux Rays de Tampa Bay dans la transaction qui permet aux Cubs d'acquérir le lanceur partant Matt Garza.
Après avoir connu un excellent début de saison 2011 avec le club-école des Rays à Durham dans la Ligue internationale, Guyer est rappelé pour la première fois dans les majeures et fait ses débuts avec Tampa Bay le 6 mai 2011. À son premier match, le joueur de champ extérieur obtient son premier coup sûr au plus haut niveau : un circuit de deux points à sa toute première présence au bâton face à Zach Britton, le lanceur des Orioles de Baltimore,.
Il dispute au total 306 matchs des Rays en 2011 et 2012, puis de 2014 à 2016. Il réussit 21 circuits, produit 76 points, réussit 18 vols de buts et frappe pour une moyenne au bâton de ,255 pour Tampa Bay.

### Indians de Cleveland
Le 1er août 2016, les Rays de Tampa Bay échangent Guyer aux Indians de Cleveland contre deux joueurs de ligues mineures, le voltigeur Nathan Lukes et le lanceur droitier Jhonleider Salinas. Guyer participe à la Série mondiale 2016 avec Cleveland, où il débute deux matchs au champ extérieur et est autrement employé comme frappeur suppléant. Il apparaît dans les 7 matchs de la finale perdue par Cleveland face aux Cubs de Chicago et frappe 3 coups sûrs en 10 présences au bâton avec 4 points marqués.